# 쑥
쑥(학명: Artemisia princeps)은 국화과(菊花科, 학명: Asteraceae, 문화어: 약쑥)에 속하는 다년생초의 하나이다. 아시아 식물종으로 중국, 일본, 한국이 원산지이다. 다년생 식물로 키가 1.2 m까지 자란다. 이 종은 땅 밑의 기는 줄기를 통해 빠르게 퍼진다. 7월부터 11월까지 자웅동체이고 바람에 의해 수분되는 작은 담황색 꽃을 피운다. 잎은 깃털 모양이고 가리비 모양이며 연한 녹색이며 밑면에 흰색 촘촘한 털이 있다.

## 분포 및 서식지
쑥은 중국, 일본, 한국이 원산지이다. 벨기에와 네덜란드에 유입되었다. 길가, 경사지, 계곡, 강둑 등 다양한 서식지에서 자란다.

## 생태
쑥은 뿌리줄기가 옆으로 기면서 자라고, 전체에 거미줄 같은 흰 털이 있다. 뿌리에서 나오는 잎은 로제트(rosette)처럼 모여 달리며, 줄기에서 나온 잎은 어긋난다. 잎은 날개깃처럼 깊게 4~8갈래로 갈라져 있으며 향기가 난다. 연분홍색의 꽃은 7~9월 무렵 줄기 끝에 두상(頭狀)꽃차례로 무리져 피는데, 하나의 꽃차례가 하나의 꽃처럼 무리져 달린다.

## 이용
흔히 쑥 이외에 산쑥(A. montana), 참쑥(A. lavandulaefolia), 덤불쑥(A. rubripes) 등도 쑥이라고 일컫는다.
이른 봄에 나오는 어린순으로 국을 끓여 먹어 봄을 느끼기도 하며, 쑥을 덖어 차로 마시기도 하고 떡이나 쑥떡을 만들어 먹기도 한다.
곰이 쑥 100 다발과 마늘 100개를 먹고 사람으로 되었다는 한국의 개국설화에서도 볼 수 있듯이, 쑥은 신비한 약효를 지니는 식물로 예로부터 귀중히 여겨왔다.
쑥은 약으로 쓰기도 하여 약쑥이라고도 부르는데, 줄기와 잎을 단오 전후에 캐서 그늘에 말린 것을 약애(藥艾)라고 해 복통,구토,지혈에 쓰기도 하며, 잎의 흰 털을 모아 뜸을 뜨는 데 쓰기도 한다. 잎만 말린 것은 애엽(艾葉)이라고 하며, 조금 다친 약한 상처에 잎의 즙을 바르기도 한다.
한국 곳곳의 양지바른 길가, 풀밭, 산과 들에서 자란다. 옛날에는 말린 쑥을 화롯불에 태워 여름철에 날아드는 여러 가지 벌레, 특히 모기를 쫓기도 했고, 집에 귀신이 들어오지 못하도록 단오에 말린 쑥을 집에 걸어두기도 했다.
양봉에서는 벌들을 진정시키는 효과가 뛰어난 말린 쑥을 태운 연기를 활용한다.

## 효능
쑥은 마늘, 당근과 더불어 성인병을 예방하는 3대 식물로 꼽힐 만큼 유익한 성분이 다량 함유되어 있다.
고혈압을 예방하는 효과가 있고, 혈액 속에서 해로운 병균을 잡아먹는 백혈구의 수를 늘려 면역기능을 높이고 살균효과가 있다.
몸 안의 습기와 냉기를 내보내는 작용이 있어 여성의 냉, 대하, 생리통 등 자궁을 따뜻하게 하기 때문에 부인병에도 효과가 있고, 더러운 피를 정화시키고 부족한 피를 보충해주며 혈액순환을 도와 몸을 따뜻하게 해주어 위장도 튼튼하게 만들어준다.

## 문화
한국에서는 고조선의 전설인 단군신화와 깊은 관련이 있는 것을 쑥 또는 타래쑥이라고 부른다. 한국의 고대인들에게 쑥은 약용 또는 종교적 가치가 있다고 믿어온 음식 중 하나였다. 기원전 2333년 고조선 건국신화에서는 마늘 20쪽과 쑥 한 묶음만 100일 동안 먹으면 곰이 여자로 변한다는 내용이 나온다.

## 갤러리

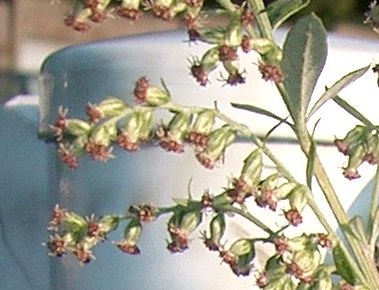

## 국화 잎과의 구별
쑥 잎은 국화 잎과 유사한데, 앞뒤가 모두 초록색이면 국화, 뒷면이 흰 색이면 쑥 잎으로 구별할 수 있다.